# Християнська педагогіка

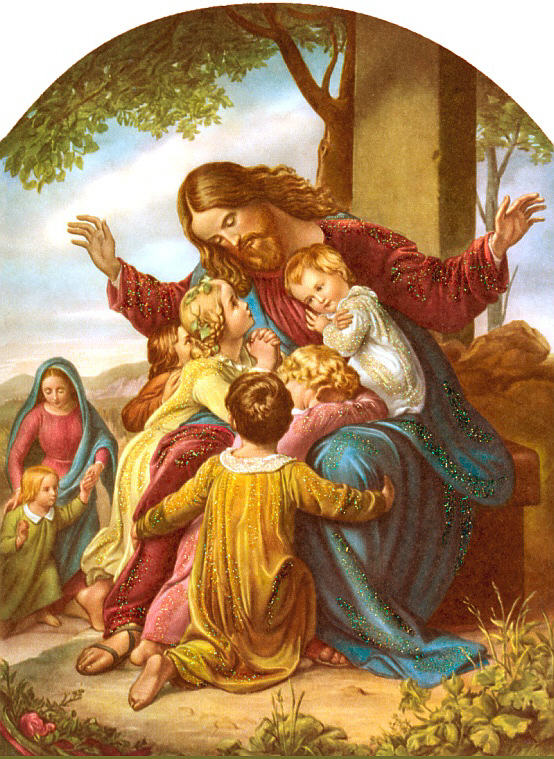
Картина Ісус Христос з дітьми, художник Карл Крістіан Фоґель фон Фоґельштейн, 1805, полотно, олія

Християнська педагогіка (грец. παιδαγογια) — галузь педагогіки про виховання, навчання та освіту людини з позицій християнства. Завдання християнської педагогіки — розкриття тих Божих дарів, які можуть сприяти розкриттю образу Божого в людині.
Дидактичні орієнтири християнської педагогіки спрямовують людину до вищих духовних цінностей, наділяють відповідальністю, навчають жити за Законами Божими.
Основні принципи християнського виховання:
- принцип ненасилля (не чинити насилля над душею, щоб не згасити дух);
- принцип своєчасності (слова та справи Божі відкриваються людям по мірі здатності сприймати їх);
- принцип єдності педагогічних впливів (пом’якшувати та виправляти негативні впливи на дитину);
- принцип відповідальності;
- принцип любові (любов педагога повинна живити почуття, підтримувати здатність до співчуття, милосердя і любові у своїх вихованців).[2]

## Методи роботи
- участь дітей у театральних виставах
- тематичні ігри, вправи
- створення дітьми афіш, плакатів, малюнків
- командна культура
- опікування старшими дітьми молодших
- біблійні вірші
- пісенна культура
- круглі столи, обмін думками, моральними цінностями
- родинні свята, обговорення
- залучення суспільних організацій[1]

## Основні етапи розвитку
Питання релігійного виховання молоді посідало вагоме місце у педагогічній спадщині таких відомих вітчизняних педагогів, як Г. Ващенко, І. Огієнко, К. Ушинський та ін. Щодо сучасних наукових досліджень, то найбільш помітний внесок у висвітленні цього питання належить О.І. Вишневському. У його працях відображений розвиток релігійності в українській виховній традиції, показана виховна функція релігії, висвітлені гострі практичні проблеми стосунків школи і Церкви тощо.

## Конфесійні принципи педагогіки

### Православна педагогіка
Принципи православної педагогіки:
- принцип христоцентричності (визначає ставлення до Бога)
- принцип еклезіоцентричності (визначає ставлення до Церкви),
- принцип педоцентричності (визначає ставлення до дитини),
- принцип морально-педагогічного аскетизму (визначає ставлення педагога до себе і до своєї професійної діяльності).

### Католицька педагогіка
Виховна система педагогів католицького ордену єзуїтів полягала в тому, щоб виховати відданих послідовників католицької церкви — "Христових воїнів, здатних протистояти ідеям протестантизму, єзуїти для своїх навчальних закладів розробили чіткі правила освітньо-виховної діяльності, детально викладені в розробленому «Шкільному статуті». Цей документ, прийнятий ще в 1599 році, зберігав свою силу аж до 1832 року. У XVII — XVIII ст. єзуїти мали репутацію блискучих педагогів і викладачів.

## Підготовка спеціалістів

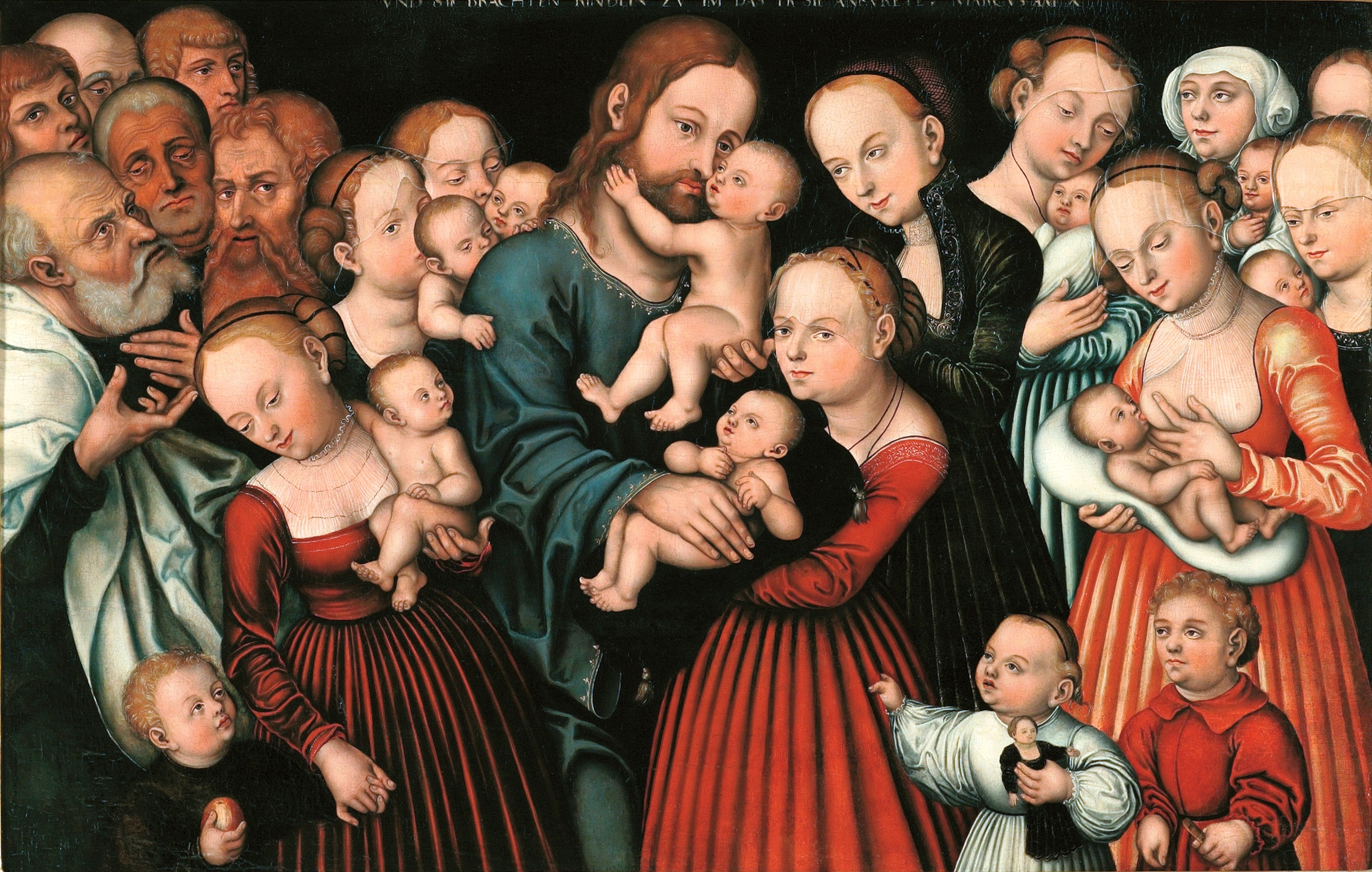
Картина "Христос благословляє дітей", художник Лукас Кранах Старший, 1537, бук, олія, знаходиться в Кракові (Польща)

### Магістерські програми
- Катехитично-педагогічний інститут УКУ (магістр "Християнська педагогіка та організація дозвілля")
- Державний заклад вищої освіти "Університет менеджменту освіти" Національної академії педагогічних наук України (магістр "Християнська педагогіка. Капеланство")

### Бакалаврські програми
- Київський Біблійний Інститут ("Бакалавр християнської педагогіки»)
- Запорізький біблійний коледж і семінарія (дворічна програма "Християнська освіта"; програма "Бакалавр християнської освіти")

### Курси
- Київська духовна академія та семінарія – трирічні православно-катехітичні курси;
- Харківська духовна семінарія – богословсько-педагогічні курси

## Деякі відомі праці
- Климент Олександрійський - "Педагог" [3].
- Святитель Іоанн Златоуст - "Уроки про виховання" [4].
- Святитель Тихін Задонський - "Інструкція вчителям, як їм на посаді звання свого чинити", "Інструкція, що семінаристи мають спостерігати" [5].
- Святитель Феофан Затворник - "Основи православного виховання" [6][7] на основі праці "Шлях до порятунку" [8].
- Жуковский В.М. Навчально-методичний посібник "Християнська етика і педагогіка. Статті та уроки", видавець: Осторзька Академія, 312 стор., м'яка обкладинка, 2001 р.
- Протоієрей Григорій Дяченко – «Іскра Божа» [9]
- Святитель Микола Сербський - «Новий ідеал в освіті »
- Софія Куломзіна - "Наша Церква і наші діти" [10].
- Митрополит Амфілохій (Радович) - "Основи православного виховання" [11].

## Публікації
- Абетка православного виховання. Збірник. - М., 1997.
- Зіньківський В. В. Педагогіка. Православний Свято-Тихоновський Богословський інститут - М., 1996.
- Сурова Л. В. Православна школа сьогодні. Книга для учнів та учнів. - М., 1996.
- Ушинський К. Д. Педагогічні твори. У 6 т. - Т.3. - М., 1988.
- Юркевич Памфил Данилович. О христианстве и воспитании. — Луганск : ЛГПУ, 2005. — С. 100. Архивная копия